# Eishockey-Landesliga Bayern 2011/12
Die Eishockey-Landesliga Bayern 2011/12 wurde unter dem Dach des Bayerischen Eissportverbandes (BEV) organisiert und ist nach der DEL, 2. Bundesliga, Oberliga und Bayernliga eine der fünfthöchsten Spielklassen im deutschen Eishockey.

## Saisonverlauf
Die Eishockey-Landesliga 2011/12 war die 64. Ausspielung dieser Liga. Meister und Aufsteiger wurde der EV Moosburg. Als zweiter Aufsteiger konnte sich der Höchstadter EC qualifizieren. Der Augsburger EV 1b, ESV Gebensbach und ESV Waldkirchen (Rückzug) mussten den Gang in die Bezirksliga antreten.

### Modus
In der Saison 2011/12 spielte die Landesliga wie im Vorjahr in zwei Gruppen Nord/Ost und Süd/West. Dabei umfasste die Gruppe Nord/Ost Franken, die Oberpfalz, Niederbayern und das nördliche und das östliche Oberbayern; die Gruppe Süd/West Schwaben und den restlichen Teil vom Oberbayern.
Wie bisher spielten die beiden Gruppen jeweils eine Einfachrunde aus. Im Gegensatz zur Saison 2010/11 hingen die Teilnehmer an den Play-offs zur Ermittlung des Bayerischen Landesliga-Meisters und der Modus dafür davon ab, ob einer der beiden Gruppensieger auf den Aufstieg in die Bayernliga verzichtete.
- Da einer der beiden Gruppensieger auf den Aufstieg verzichtet hat, trat folgender Modus in Kraft.
  - Ermittlung des Bayerischen Meisters der Landesliga
    - Die beiden Gruppensieger spielten den Bayerischen Landesliga-Meister in Hin- und Rückspiel aus.
    - Die beiden Gruppenzweiten spielten den Drittplatzierten der Landesliga-Meisterschaft in Hin- und Rückspiel aus.

  - Ermittlung der Aufsteiger in die Bayernliga:
    - Es qualifizierten sich die jeweils beiden Bestplatzierten aus den Teilnehmern auf Platz 1 bis 4 jeder Gruppe, die nicht auf den Aufstieg verzichtet haben, für die Play-Offs.
    - Die 1. Runde der Playoffs wurde überkreuz (Bestplatzierter Süd/West gegen zweitplatzierter Nord/Ost und umgekehrt) in Hin- und Rückspiel ausgespielt. Die Sieger der 1. Runde stiegen beide sportlich in die Bayernliga auf und spielten im Finale in Hin- und Rückspiel den Platz 1 aus. Die Verlierer der 1. Runde spielten in Hin- und Rückspiel Platz 3 und 4 aus.

Am Ende der Saison stiegen pro Gruppe die Letztplatzierten der Hauptrunde in die Bezirksliga ab.

## Teilnehmer
Nicht mehr dabei waren die Auf- und Absteiger der Vorsaison. Neu hinzukamen die Absteiger aus der Bayernliga, HC Landsberg aus der Oberliga Süd und die Aufsteiger aus der Bezirksliga.

### Platzierungen Hauptrunde
| Landesliga Nord/Ost | Landesliga Süd/West |
| --- | --- |
|  1. EV Moosburg  2. Höchstadter EC (A) - 3. ESC Vilshofen - 4. ESC Hassfurt - 5. EC Bad Kissingen (N)  6. ESV Waldkirchen (R) - 7. ERC Regen (N) - 8. EV Dingolfing - 9. SE Freising - 10 ERSC Amberg - 11 EHC Mitterteich (N) - 12 EV Pegnitz - 13 VER Selb 1b  14 ESV Gebensbach |  1. EV Pfronten (A) - 2. HC Landsberg (A) - 3. EC Bad Tölz 1b - 4. ESC Holzkirchen - 5. ESC Kempten - 6. ESC Geretsried - 7. SG Oberstdorf/Sonthofen 1b (N) - 8. EHC Bad Aibling - 9. EV Fürstenfeldbruck - 10 TSV Trostberg - 11 EV Bad Wörishofen - 12 ESV Burgau 2000 - 13 SC Forst  14 Augsburger EV Amateure (N) |

Playoffteilnehmer fett gedruckt, (A) = Absteiger aus der Bayernliga, (N) = Neu in der Liga/Aufsteiger
  Bayerischer LL-Meister und Aufsteiger  Bayerischer LL-Vizemeister  Aufsteiger  Absteiger

### Meister-Playoffs
Die Spiele um Platz 3 und Finalspiele wurden im Best-of-Two-Modus ausgetragen.
| Spiel um Platz 3              | Serie | Spiel 1 | Spiel 2 |
| ----------------------------- | ----- | ------- | ------- |
| Höchstadter EC – HC Landsberg | 17-9  | 5:8     | 12:1    |

Der Höchstadter EC belegte den 3. Platz in der bayerischen Landesligameisterschaft.
| Finale                    | Serie | Spiel 1 | Spiel 2 |
| ------------------------- | ----- | ------- | ------- |
| EV Moosburg – EV Pfronten | 22-5  | 9:1     | 13:4    |

Der EV Moosburg wurde bayerischer Landesligameister, Vizemeister wurde der EV Pfronten.

### Aufstieg-Playoffs
Die Halbfinal- und Finalspiele wurden im Best-of-Two-Modus ausgetragen.

|  | Halbfinale | Halbfinale     | Halbfinale     | Halbfinale | Halbfinale |                  |                | Finale | Finale | Finale | Finale | Finale |
|  |            |                |                |            |            |                  |                |        |        |        |        |        |
|  | NO1        | EV Moosburg    | 8              | 4          | 12         |                  |                |        |        |        |        |        |
|  | SW3        | EC Bad Tölz 1b | 3              | 3          | 6          |                  |                |        |        |        |        |        |
|  | SW3        | EC Bad Tölz 1b | 3              | 3          | 6          | NO1              | EV Moosburg    | 8      | 7      | 15     |        |        |
|  |            |                |                |            |            | NO1              | EV Moosburg    | 8      | 7      | 15     |        |        |
|  |            | NO2            | Höchstadter EC | 9          | 2          | 11               |                |        |        |        |        |        |
|  | SW2        | NO2            | Höchstadter EC | 9          | 2          | 11               | Höchstadter EC | 10     | 7      | 17     |        |        |
|  | SW2        |                |                |            |            |                  | Höchstadter EC | 10     | 7      | 17     |        |        |
|  | NO2        | HC Landsberg   | 4              | 2          | 6          |                  |                |        |        |        |        |        |
|  | NO2        | HC Landsberg   | 4              | 2          | 6          | Spiel um Platz 3 |                |        |        |        |        |        |
|  |            |                |                |            |            |                  |                |        |        |        |        |        |
|  | SW2        | EC Bad Tölz 1b | 9              | 5W         | 14         |                  |                |        |        |        |        |        |
|  | SW3        | HC Landsberg   | 4              | 0W         | 4          |                  |                |        |        |        |        |        |

- Finalsieger mit Aufstiegsrecht EV Moosburg
- Platz 2 mit Aufstiegsrecht Höchstadter EC
- Platz 3 EC Bad Tölz 1b, wäre erster Nachrücker gewesen